# Multrå-Sånga församling
Multrå-Sånga församling är en församling i Sollefteå pastorat i Ådalens kontrakt i Härnösands stift. Församlingen ligger i Sollefteå kommun i Västernorrlands län (Ångermanland).

## Administrativ historik
År 2006 bildades Multrå och Sånga församling genom sammanslagning av Multrå församling och Sånga församling. År 2011 ändrade församlingen namn till Multrå-Sånga. Församlingen ingick till 2021 i Sollefteå-Boteå pastorat, och ingår sedan 2021 i Sollefteå pastorat.

## Kyrkor
- Multrå kyrka
- Sånga kyrka